# یوجین دی. میلیکین
یوجین دی. میلیکین (به انگلیسی: Eugene D. Millikin) سناتور سابق عضو حزب جمهوری‌خواه ایالات متحده آمریکا بود. وی در سال ۱۹۴۱ تا ۱۹۵۷ میلادی سناتور ایالت کلرادو در سنای ایالات متحده آمریکا بود.